# Cathédrale Notre-Dame-en-Cité d'Arras
Ne pas confondre avec Église Notre-Dame-de-la-Cité d'Auxerre.
Pour les articles homonymes, voir Notre-Dame et Cathédrale Notre-Dame.
La cathédrale Notre-Dame-en-Cité d'Arras est une ancienne cathédrale de style gothique qui était située dans le quartier dit de « la Cité » à Arras (Pas-de-Calais). Construite essentiellement aux XIIe et XIIIe siècles et continuée durant les siècles suivants, consacrée en 1484, elle est détruite pendant la Révolution française, ses ruines étant rasées au début des années 1800.

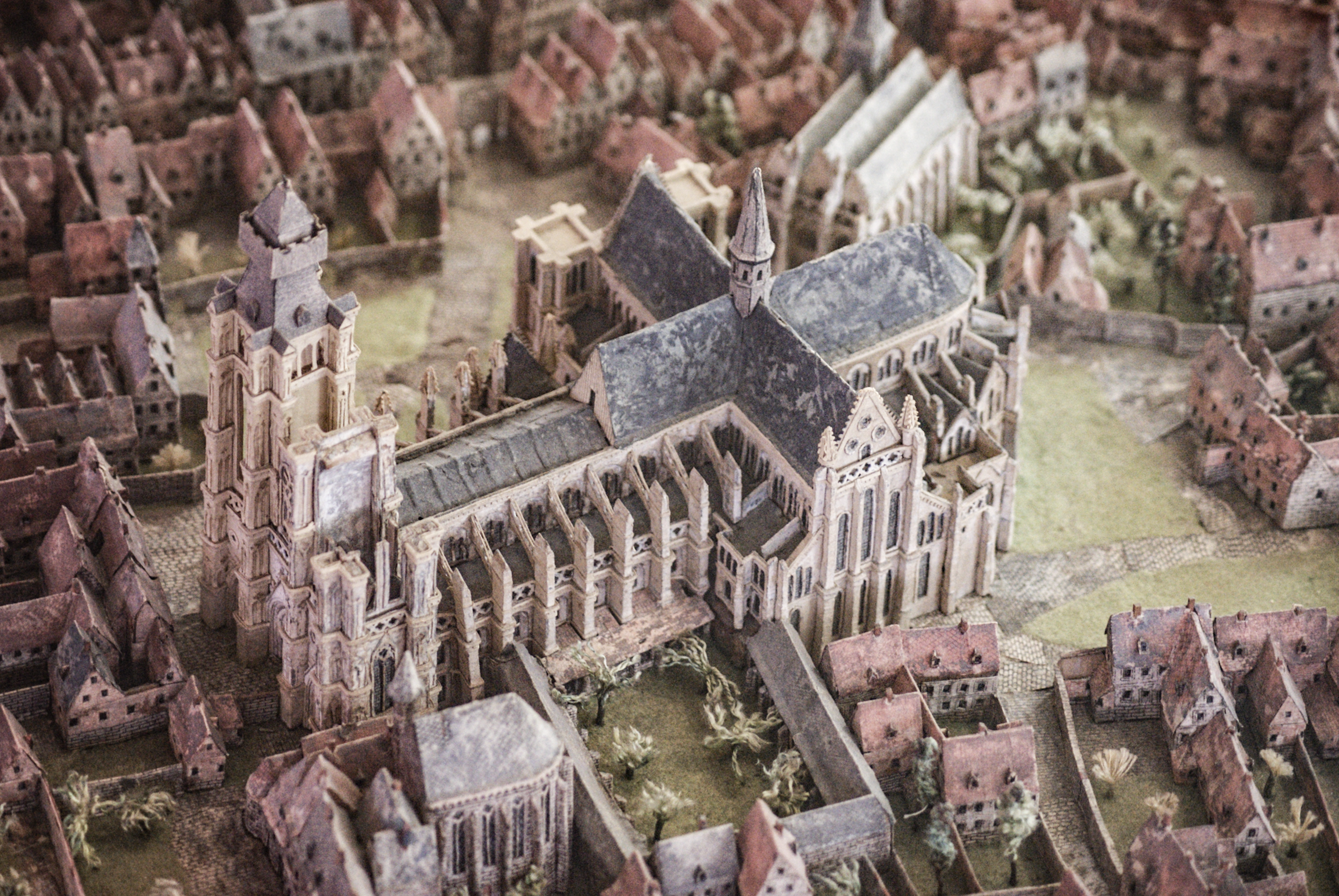
Représentation miniature de la cathédrale sur le plan-relief de la ville - 1717.

Siège d'un évêché qui couvrait une partie du riche comté de Flandre au début des travaux, avant de passer au nouveau comté d'Artois, la cathédrale avait de grandes dimensions, soutenant la comparaison avec Notre-Dame de Paris par exemple, ou sa voisine la cathédrale Notre-Dame de Cambrai, elle aussi détruite. Elle faisait partie des grandes cathédrales gothiques du nord de la France,.
Après sa destruction, l’évêché d'Arras fut transféré dans l’église abbatiale de l'ancienne abbaye Saint-Vaast, devenue l'actuelle cathédrale Notre-Dame-et-Saint-Vaast.

## Localisation

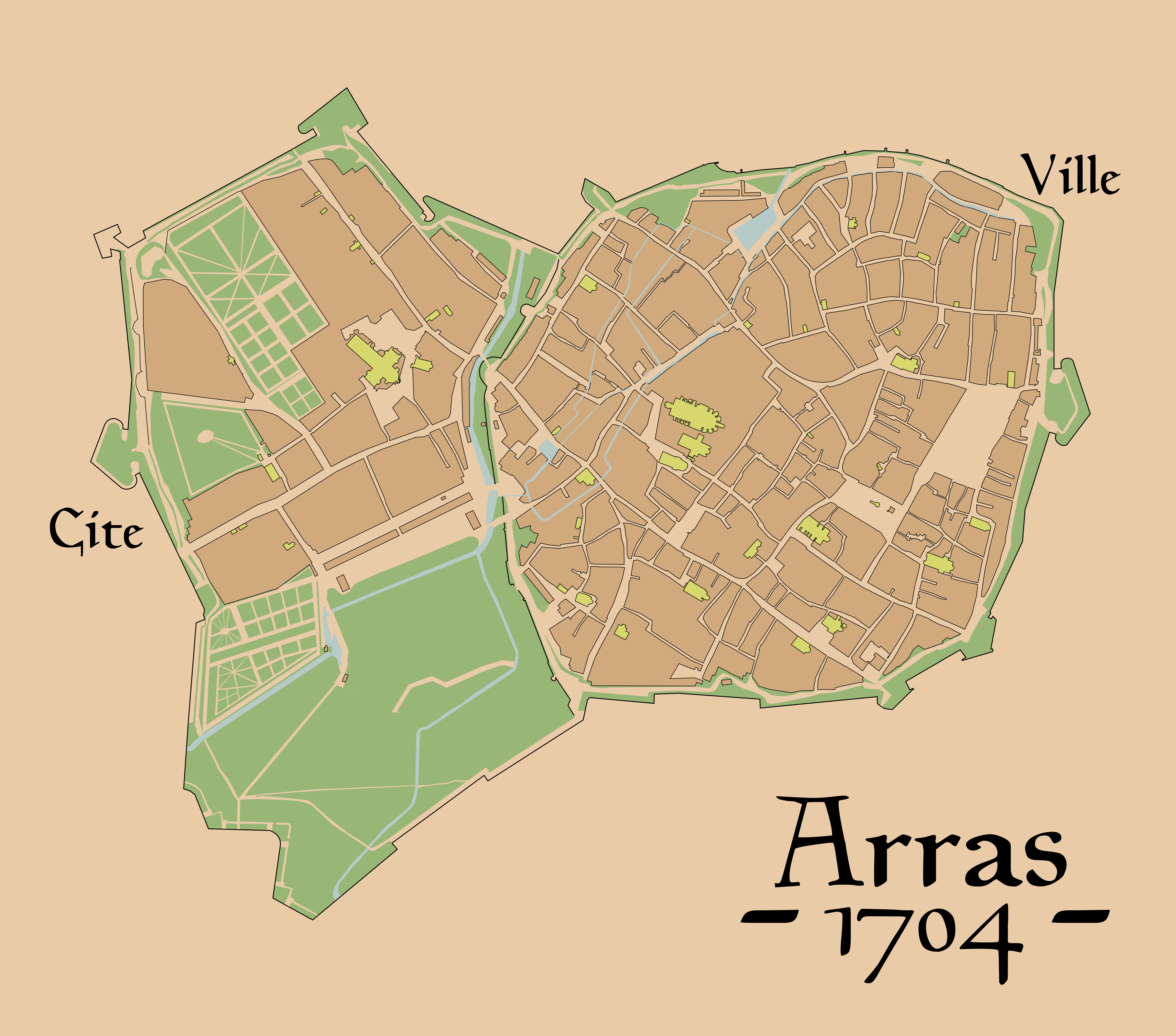
Plan d'Arras en 1704, distinguant la cité (où se trouve la cathédrale) et la ville.

Elle était située dans le quartier de « la Cité », à l'ouest du vieil Arras. Ce quartier d'aujourd'hui était alors une ville indépendante hautement influencée par le pouvoir ecclésiastique jusque 1749, date de la réunion de la Ville et de la Cité en une seule entité. Elle se trouvait juste à côté de l'actuel hôtel de préfecture du Pas-de-Calais, qui est en fait l'ancien palais épiscopal reconstruit au XVIIIe siècle le long de la cathédrale. L'actuelle église Saint-Nicolas-en-Cité, construite entre 1839 et 1846, occupe l'exact emplacement de bras nord du grand transept de l'ancienne cathédrale,. Un jardin public et des voies de circulations l'entourent.

## Histoire et étapes de la construction
En 499, sous Clovis, Rémi de Reims nomme Vaast d'Arras premier évêque d'Arras, après que celui-ci eut instruit Clovis au catholicisme. Ce diocèse sera de courte durée car Clovis fait la conquête du royaume de Cambrai et cette ville est érigée en siège d'un diocèse en y rattachant Arras. Vaast d'Arras devient alors le premier évêque de Cambrai. C'est seulement en 1092, à la suite de la querelle des investitures, qu'Arras devient à nouveau la capitale d'un diocèse indépendant.
Le chantier de la cathédrale est lancé en 1160, seulement 12 ans après Cambrai et à peine 3 ans avant Paris, en pleine floraison de l'architecture gothique dans le Bassin parisien au sens large. À cette époque, Arras était une ville très prospère grâce à l'industrie drapière, qui connaît un apogée dans les Flandres. Les campagnes du diocèse étaient aussi densément peuplées et très productives. En quelques décennies s’élève un fastueux chœur et un immense transept, assez homogènes, dans le style gothique primitif le plus évolué de l'époque. Ce projet d'origine est particulièrement ambitieux et prévoit sept grandes tours surmontées de hautes flèches mais celles-ci ne verront finalement jamais le jour, comme pour toutes les cathédrales de même ambition (toutes les cathédrales gothiques de France peuvent être considérées comme des œuvres inachevées).
La cathédrale est construite sur une large crypte romane au niveau du déambulatoire et des chapelles d'aile. Par ailleurs, elle intègre à ses plans la chapelle de l'Aurore, où serait apparue la Vierge en 1105, dans le cadre de l'épidémie de « mal des Ardents », qui se manifestait par une douloureuse chaleur interne au corps, des convulsions voire des éruptions cutanées. 144 personnes en étaient atteintes à Arras cette année-là. Selon la tradition, c'est par la réconciliation de deux ménestrels ennemis, Itier et Norman, à qui était apparue la Vierge chez eux, près d'Arras, puis par le don par celle-ci d'un « Saint Cierge », dans l'édifice religieux qui précédait la cathédrale, que le mal fut vaincu. Dans l'actuelle église Saint-Nicolas-en-Cité, sur le site exact de l'ancienne chapelle, est installée une statue de Notre-Dame des Ardents ; quatre vitraux y rappellent aussi cet épisode. À noter enfin qu'à quelques rues, l'église Notre-Dame-des-Ardents est construite à la fin du XIXe siècle pour accueillir le reliquaire contenant le Saint Cierge.
À partir de 1180, la ville d'Arras est perdue par le comté de Flandre au profit du roi de France Philippe Auguste. Elle devient la capitale du nouveau comté d'Artois qui se constitue durant le XIIIe siècle. Au cours de la première moitié de ce siècle, on entreprend la nef et la façade occidentale ; le style évolue, mais les travaux sont désormais beaucoup plus lents. Le chantier est interrompu entre 1250 et 1372. La cathédrale est consacrée le 7 juillet 1484, encore une fois 12 ans après Cambrai. Elle subit un incendie vers 1571 et sera ensuite réparée et continuée.

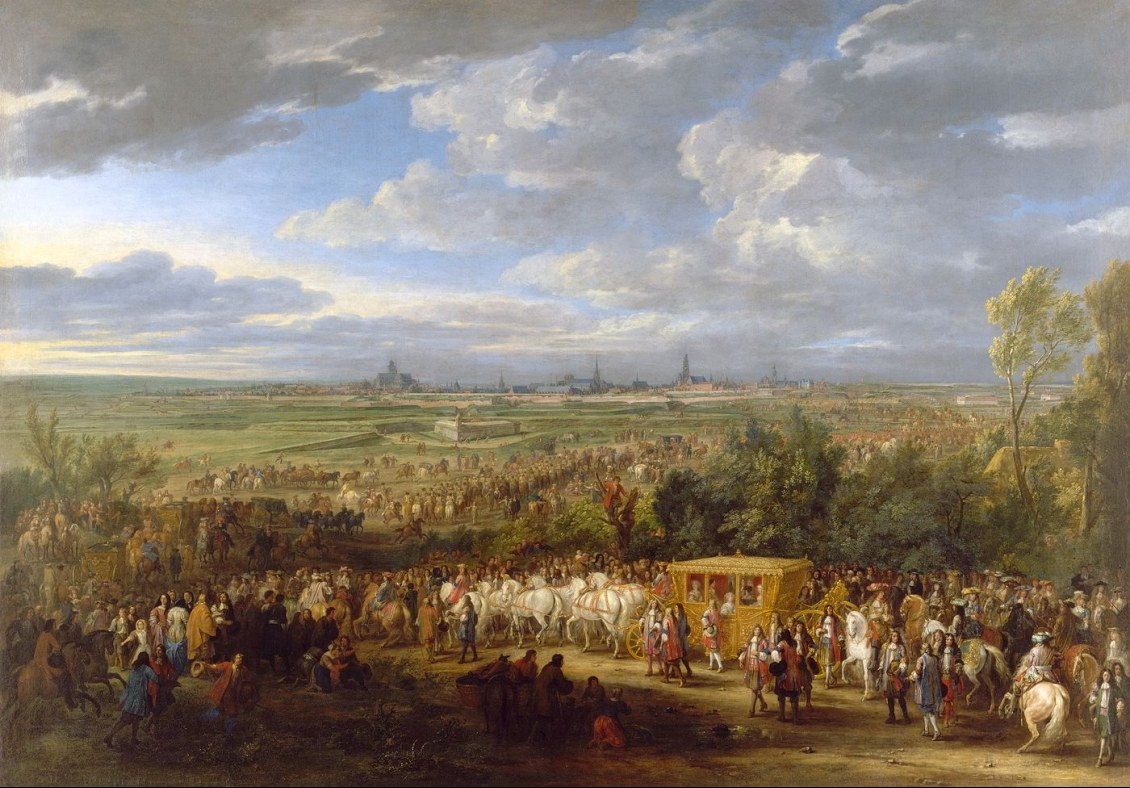
L'entrée du roi Louis XIV et de la reine Marie-Thérèse à Arras le 30 juillet 1667. Toile d'Adam François van der Meulen (château de Versailles). Parmi les églises en arrière-plan, la cathédrale est le bâtiment surélevé le plus à gauche.

En 1683, Louis de Bourbon, fils naturel légitimé de Louis XIV et de Louise de La Vallière, comte de Vermandois, mort d'une fièvre maligne le 18 novembre 1683 à Courtrai, au retour de sa première campagne militaire (il a 16 ans), est enterré dans le chœur de l'église cathédrale d'Arras.

## Architecture

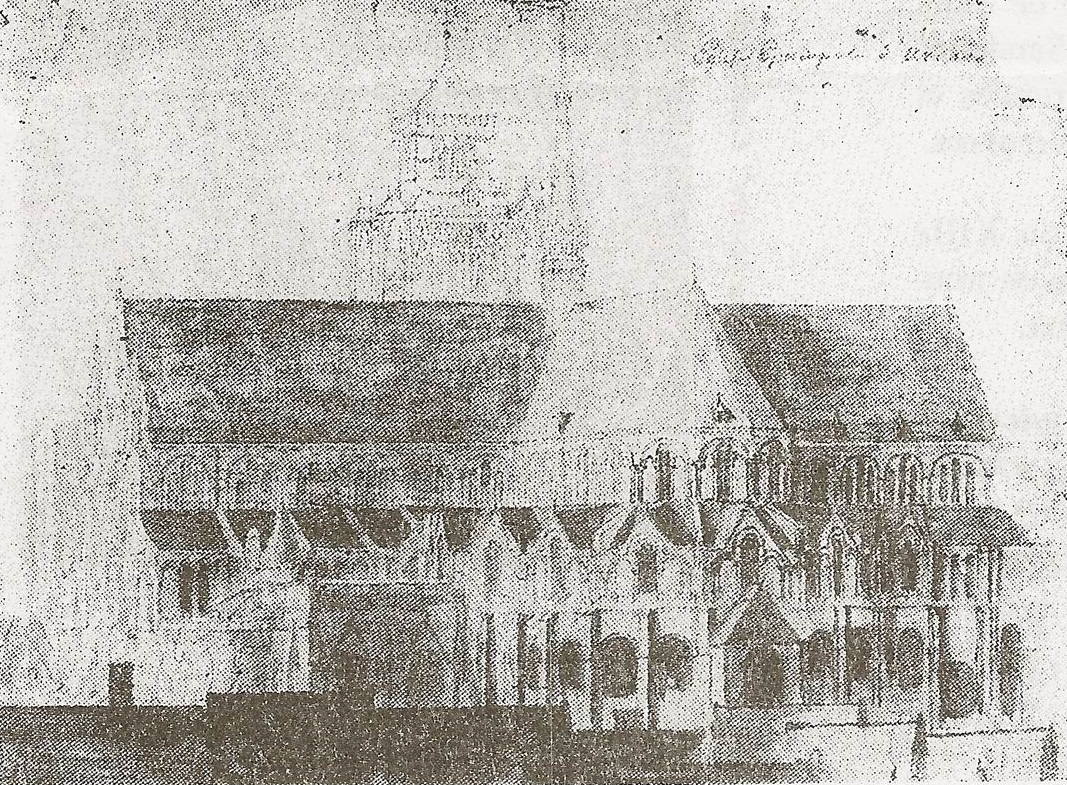
Détail d'un dessin préparatoire du tableau de van der Meulen de ci-dessus, représentant le chevet de la cathédrale avec toute l'étendue du transept.

Cette cathédrale se rattachait pour l'essentiel à l'architecture gothique. Avant sa destruction, on pouvait y observer plusieurs styles successifs, le gothique primitif était le plus important, notamment pour le chœur et le transept.
Elle avait un plan traditionnel en croix latine avec une nef, un chœur et un transept, le tout bordé de bas collatéraux formant un déambulatoire. Le grand transept, d'une grande ampleur, avait presque les dimensions d'une seconde cathédrale avec 75 m de long (soit le plus long de France), chacun des deux bras étant composé de pas moins six travées, et chacune des deux façades comportant les bases de deux tours inachevées, plus particulièrement la façade nord. Il y avait un deuxième transept bien plus court à l'ouest, qui était surtout constitué de l'entrée principale de la cathédrale (du moins celle qui était la plus usitée), aménagée dans le flanc nord de la nef, étant donné que la grande façade occidentale dans l'axe de la nef était enchâssée dans le complexe du palais épiscopal, tournant le dos à la ville et étant donc peu accessible. Sept tours avec de hautes flèches étaient prévues au total pour la cathédrale dans le projet d'origine particulièrement ambitieux (deux pour la façade occidentale, quatre pour les deux façades du transept, et une tour-lanterne à la croisée), tout comme à Reims, Laon ou Rouen par exemple, ou les huit tours de Chartres ; mais à Arras, comme partout ailleurs, cela n'a pas abouti (il n'y a que Laon qui est passé assez près de voir ce rêve achevé). 
La grande façade occidentale donnant sur la nef comportait une rose, trois grands portails formant un triptyque, et deux énormes tours dont une seule était dans un état suffisamment avancé pour former un clocher, qui dominait l'édifice et la ville de ses 75 m environ. La façade était ainsi déséquilibrée, un peu comme à Auxerre ou Troyes. Cette tour était principalement gothique, surmontée en hauteur d'un édifice d’architecture classique abritant les cloches, lui-même couvert d'une charpente couverte d'ardoise. À l'intérieur de la cathédrale, le cœur et le grand transept, au moins, avaient quatre étages dont un étage de tribunes ; cela est la convention pour le gothique primitif, comme à Laon ou à Noyon.
Si l'essentiel de la construction était en calcaire tendre, la craie blanche locale, quelques éléments clés étaient cependant taillés dans la pierre bleue de Tournai importée, notamment les bases et les chapiteaux des colonnes, dont certains constituent les derniers vestiges conservés de cette cathédrale, et éventuellement des colonnettes. Cela était un élément de style marquant du gothique de la Flandre, de l'Artois, du Cambraisis et du Hainaut, manifestant des influences réciproques avec l'art roman et gothique tournaisien, caractéristiques dans toute la région. Mais le style général ainsi que les ornements et la sculpture de cette cathédrale la rattachaient surtout au Bassin parisien au sens large. Le dallage, dont quelques éléments sont conservés, était également en pierre bleue ornementée, comme à Saint-Omer.
Par ses dimensions, elle faisait partie des grandes cathédrales gothiques du nord de la France et pouvait soutenir la comparaison avec Paris par exemple,, :
- Longueur : 116 à 120 m
- Largeur : 39 m
- Hauteur sous voûte : supérieure à 30 m, appuyée par des arcs-boutants extérieurs
- Longueur du transept : 75 m (contre 70 m à Amiens)
- Hauteur du clocher le plus haut : 75 m

## Destruction

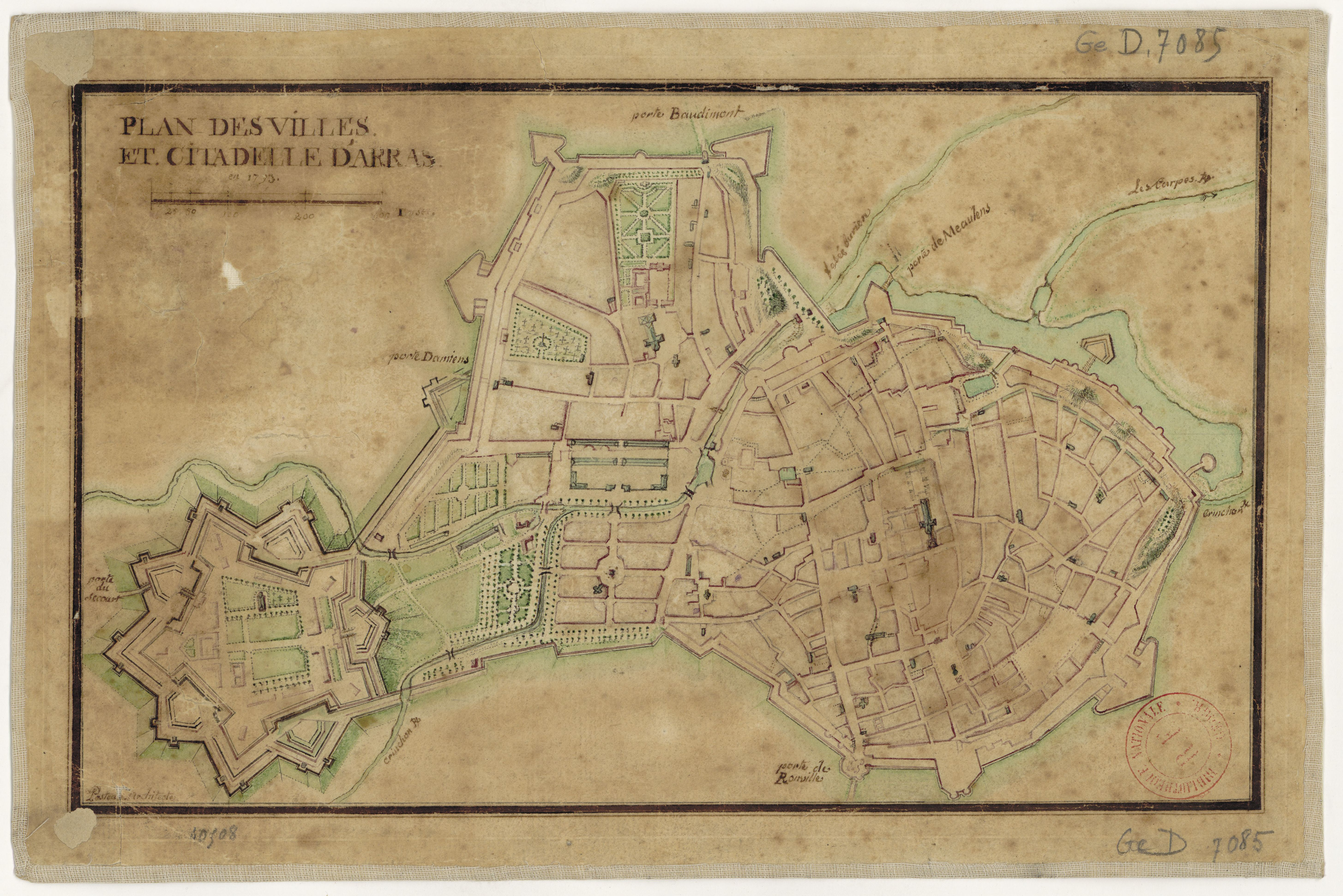
Plan d'Arras en 1793. La cathédrale Notre-Dame-en-Cité (représentée en bleu-vert) est située au milieu en haut, au sud de jardins (étendues vertes) et du palais épiscopal (en rose-rouge). Le large transept est particulièrement apparent (cliquer sur l'image).

Les trois grandes cathédrales de la région, Boulogne-sur-mer, Arras et Cambrai (mais aussi Liège en Belgique), ont été détruites sous la Révolution dans des conditions exactement similaires. À Arras tout comme à Cambrai, les troubles révolutionnaires furent plus tumultueux et destructeurs qu'ailleurs. La plupart des établissements religieux et des nombreuses et fastueuses églises qui témoignaient de la richesse et de l’importance particulière de la ville d'Arras au Moyen Âge ont été vandalisés puis détruits. Seule l'immense abbaye Saint-Vaast qui venait d'être reconstruite au XVIIIe siècle en style néo-classique (remplaçant là aussi de fastueux édifices gothiques qui étaient passés de mode) y a échappé, car elle avait été aménagée en hôpital, de sorte qu'Arras, tout comme Cambrai, a entièrement perdu son important bâti religieux médiéval.
La cathédrale Notre-Dame-en-Cité est désaffectée et vandalisée à partir de 1792-1793. En 1795, elle rouvre un temps à la suite de pétitions. Après une nouvelle période de vandalisme et d'utilisation comme étable, elle est vendue par la municipalité, mesure entérinée par un décret du gouvernement en 1799. Les spéculateurs de matériaux qui la rachètent, notamment un Hollandais nommé Vandercoster, parviennent à la démolir à partir de 1799 pour vendre les pierres. Le grand cloître subit le même sort mais le palais épiscopal classique du XVIIIe siècle est alors récupéré pour devenir l'hôtel de préfecture du département du Pas-de-Calais, ce qu'il est toujours actuellement. L'empereur Napoléon Ier visite la ville en 1804. Trouvant le spectacle des ruines affligeant, il ordonna d'en finir au plus vite et de détruire ce qu'il en restait, comme il le fera ailleurs dans la région. À la suite du concordat de 1801 et du rétablissement du diocèse, Napoléon installe l’évêque dans l'église abbatiale Saint-Vaast, seule grande église de la ville rescapée : il s'agit de l'actuelle cathédrale Notre-Dame-et-Saint-Vaast, bien éloignée de l'ancienne cathédrale Notre-Dame-en-Cité. À la place de la cathédrale disparue est aménagé un jardin puis est construite l'église Saint-Nicolas-en-Cité, consacrée en 1846, qui reprend le tracé du bras du transept nord de l'ancien édifice,.

## Vestiges et documents

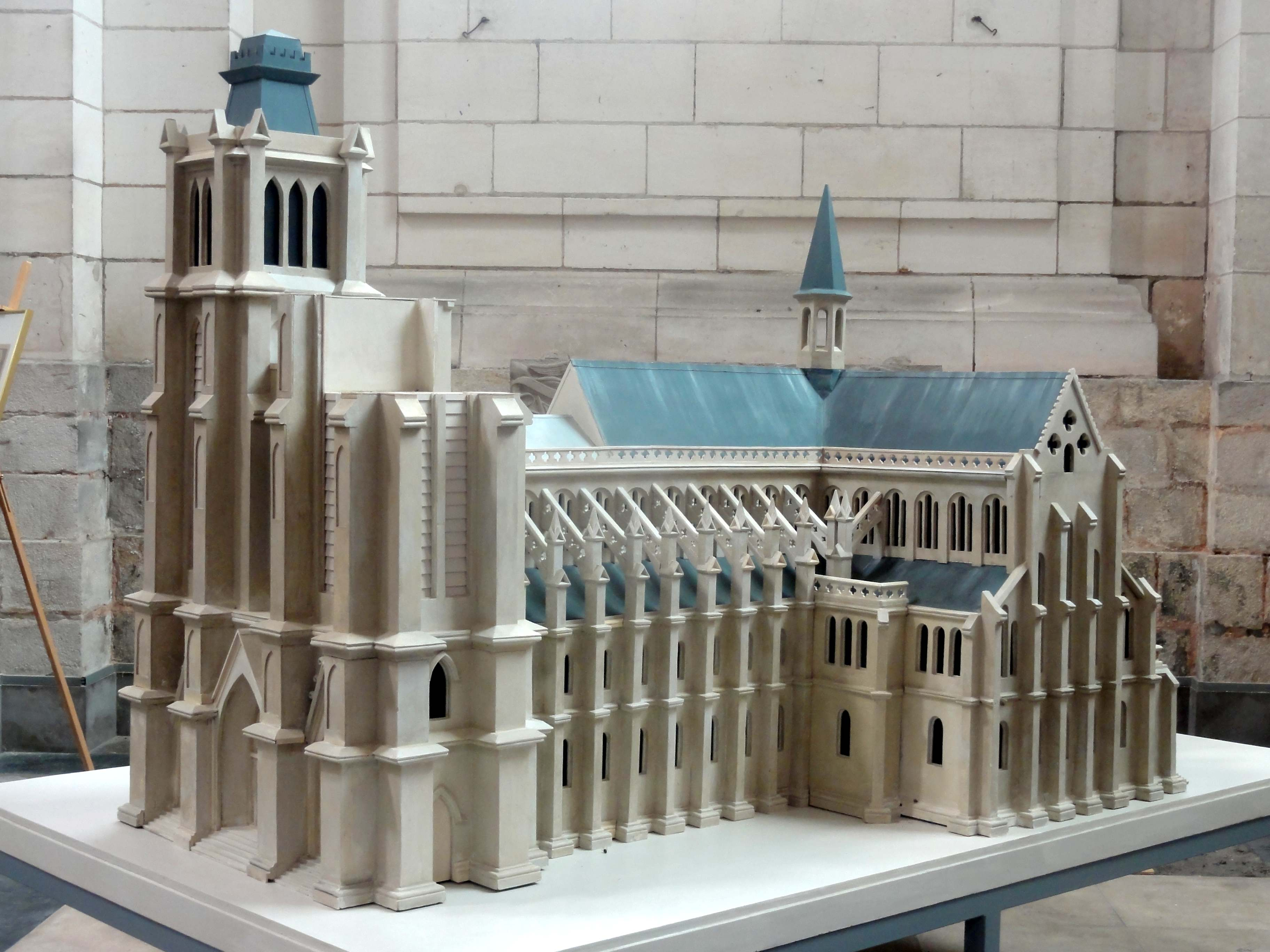
Maquette dans la cathédrale Notre-Dame-et-Saint-Vaast.

Sur place, il n'existe plus aucun vestige visible. Quelques rares chapiteaux de colonnes et pièces d'architecture ouvragées sont conservés au musée des Beaux-Arts d'Arras ; c'est tout ce qu'il reste de cette grande cathédrale gothique engloutie par l'histoire.
Le plan-relief de la ville d'Arras datant de 1718, actuellement au musée des Beaux-Arts d'Arras, comporte une maquette assez précise de la cathédrale : c'est l'un des plus précieux documents dont nous disposons pour la percevoir telle qu'elle était à cette époque, et de plus intégrée dans tout son environnement urbain. 
Un dessin précis d'une vue de la ville à la fin du XVIIe siècle représente une vue fidèle du chevet. Ce dessin est préparatoire du tableau L'entrée du roi Louis XIV et de la reine Marie-Thérèse à Arras le 30 juillet 1667 de Adam François van der Meulen actuellement exposé au château de Versailles. Une gravure du XVIIIe siècle, d'auteur inconnue, représente fidèlement la façade occidentale. Ces œuvres ont probablement été réalisées à l'aide de chambres noires, procédé assez répandu à ces époques, ce qui explique leur relative vraisemblance presque photographique.
Une maquette est aussi conservée dans la cathédrale Notre-Dame-et-Saint-Vaast. Datant du XVIIIe siècle, elle a été retrouvée vers la fin du XXe siècle dans les combles de la cathédrale Saint-Vaast. La ressemblance avec l'édifice original n'a pu être vérifiée en raison du manque de précision des sources.